# Veseli se srpski rode
Veseli se srpski rode (serb. Весели се српски роде) – serbska pieśń patriotyczna.
Prawykonanie utworu odbyło się 28 czerwca 2019 przed soborem Zmartwychwstania Pańskiego w Podgoricy. Piosenkę zaśpiewała czarnogórska wokalistka folkowa i religijna, Danica Crnogorčević (autorem tekstu był jej mąż, serbski duchowny prawosławny, Ivan Crnogorčević, który wymyślił go oczekując na żonę pod szpitalem położniczym, z którego miała wyjść po urodzeniu córki, Kasijany).
Utwór szybko stał się jednym z hymnów dla Serbów. Śpiewał go m.in. tenisista Novak Đoković (Danica Crnogorčević należy do jego ulubionych piosenkarek). Jest wykonywany podczas różnych uroczystości państwowych, patriotycznych, a także na weselach i w szkołach przez dzieci. Śpiewała go serbska drużyna Pucharu Davisa, która wystąpiła w Wielkiej Brytanii w 2023, czemu towarzyszyła presja na organizatorów turnieju ze strony reprezentacji Kosowa, w związku z czym usunięto z oficjalnych materiałów wideo z prezentacją drużyny serbskiej śpiewającej pieśń. Niektóre organizacje krytykowały kierownictwo zawodów tenisowych, nazywając piosenkę „neonazistowską”. Wstydźcie się organizatorzy Pucharu Davisa! Podczas ceremonii zabrzmi piosenka nawołująca do aneksji Czarnogóry i Kosowa przez Serbię! Djoković w dalszym ciągu promuje swój rosyjsko-serbski program nacjonalistyczny – napisał na Twitterze czarnogórski polityk Ljubomir Filipovic. Wykonanie utworu potępił też niemiecki poseł zielonych do Parlamentu Europejskiego, Reinhard Bütikofer (nie możemy poważnie traktować serbskiej propagandy ultranacjonalistycznej). Krytyka międzynarodowa nie ma wpływu na popularność pieśni wśród Serbów. Została odśpiewana kilka godzin po obchodach rocznicy masakry w Srebrenicy, w ramach manifestacji „Pietrowdańskie dni Srebrenicy 2023”.
Crnogorčević stwierdził, że jest to utwór do tańca, śpiewania i radości. Powstał według niego w czasie, gdy naród serbski był duchowo zagrożony na wszystkich frontach, w trosce o zachowanie pamięci o historii i wielkich sanktuariach, aby obudzić ludzi do wzniosłych ideałów i celów, którymi jest wiara w niezniszczalne, wieczne wartości, których nauczył Serbów św. Sawa. W tekście wymienione są postaci i miejsca ważne dla narodu serbskiego: św. Rastko Nemanjić (Sawa), Miloš Obilić, Piotr II Petrowić-Niegosz oraz klasztory prawosławne: Monaster Gračanica, Studenica i Ravanica. W refrenie padają słowa Nek se srpski barjak vije od Prizrena do Rumije (wola, by serbska flaga powiewała od Prizrena w Kosowie po Rumiję w Czarnogórze).